# 김종건 (1934년)
김종건(金鍾健, 1934년 7월 6일~2023년 12월 4일)은 대한민국의 영문학자로, 고려대학교의 명예교수이다. 특히 제임스 조이스의 문학 작품과 관련된 연구를 다수 진행하였으며, 한국제임스조이스학회의 고문이기도 하다. 제임스 조이스의 피네간의 경야를 한국어로 번역하여 2012년에 출판하였다.